# Guillaume Budé
Pour les articles homonymes, voir Budé (homonymie).
Guillaume Budé (né à Paris le 26 janvier 1467 et mort à Paris le 22 août 1540) est un humaniste français, connu également sous le nom latin de Budaeus.

## Biographie

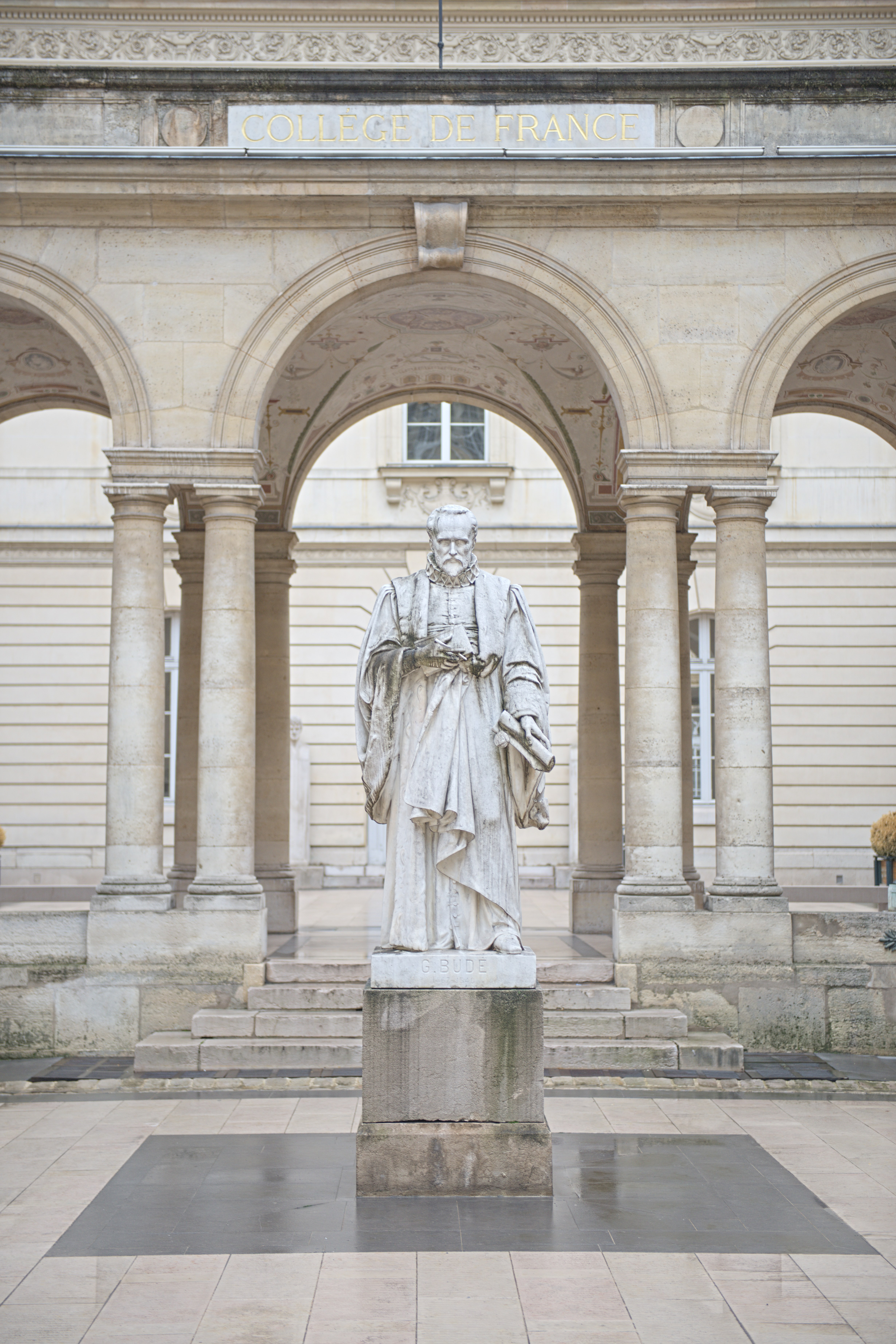
Statue de Guillaume Budé au Collège de France par Maximilien Louis Bourgeois (1839-1901).

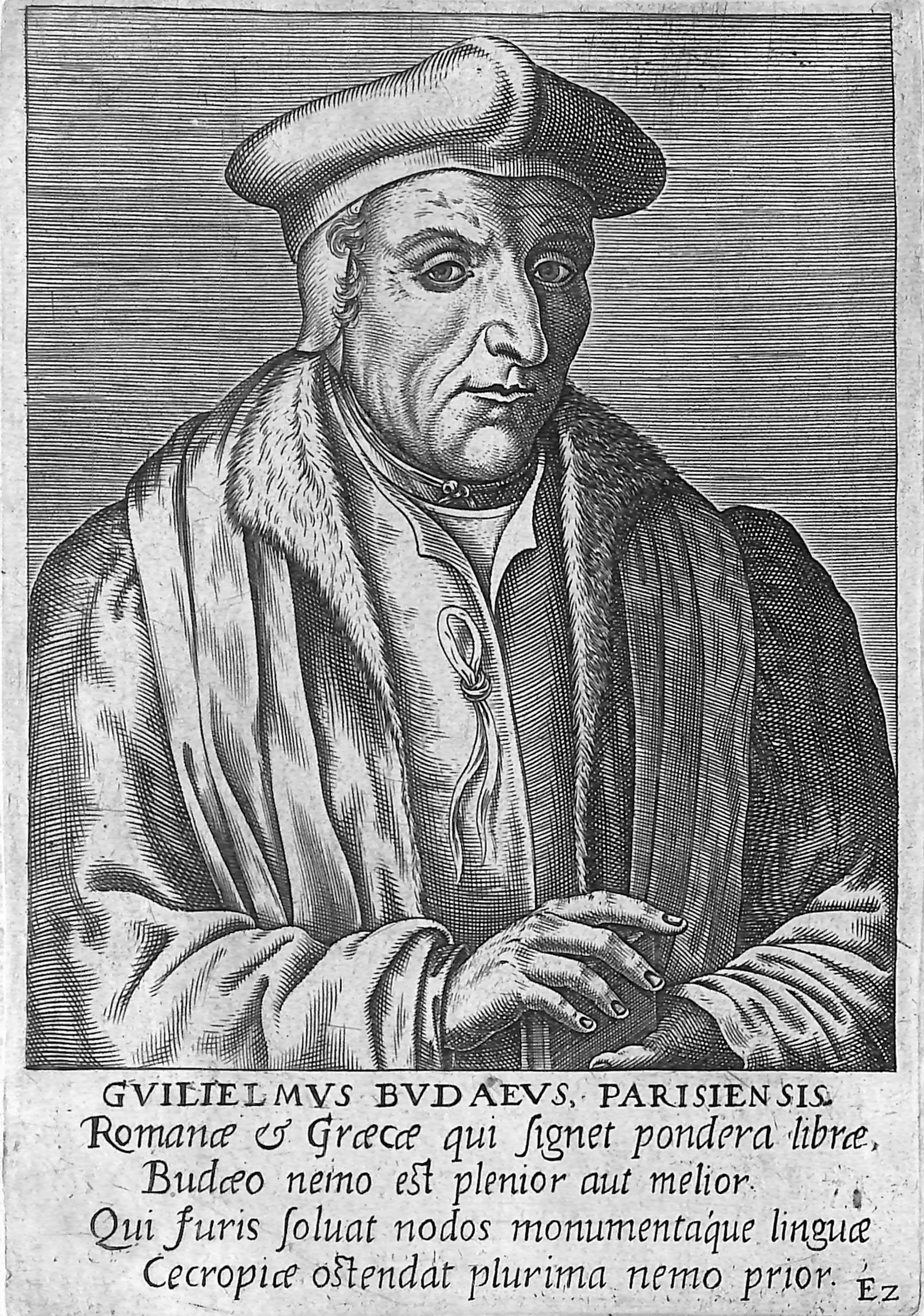
Portrait de Guillaume Budé dit Budaeus.

Guillaume Budé est issu d'une grande famille de fonctionnaires royaux anoblie par Charles VI. Son père, Jean Budé, conseiller du roi, est un lettré et un bibliophile, possesseur d’une riche bibliothèque.
Il étudie à l'université d'Orléans de 1483 à 1486, mais n'étudie sérieusement qu'à partir de ses 24 ans. Après des études de droit civil, il assume les charges de notaire et secrétaire du roi. Il acquiert une si vaste science qu’Érasme l’appelait le « Prodige de la France ». Dès le début du règne de François Ier, il se rapproche de la cour royale pour y plaider la cause des belles lettres et de la philologie. Il est le père du Collège des lecteurs royaux fondé en 1530 par François Ier (actuel Collège de France), en militant pour la création d'un collège où seraient enseignées les langues de l'antiquité, le latin, le grec, l'hébreu. En 1522, François Ier crée pour lui la charge de maître de la Librairie, que Guillaume Budé occupe jusqu'à sa mort en 1540. Cette fonction reste honorifique et il ne se préoccupe en réalité que très peu de la gestion des livres.
Ce savant avait embrassé toutes les sciences, théologie, jurisprudence, mathématiques, philologie ; mais c'est surtout comme helléniste qu'il est connu. Il avait commencé l'étude de cette langue en 1494, auprès de Georges Hermonyme, un Grec de Mistra installé à Paris, mais c'est grâce aux leçons de Jean Lascaris, ami et binôme en traduction de Claude de Seyssel, qu'il en acquiert la connaissance approfondie. C'est à la requête d'Érasme qu'il entreprend une compilation de notes lexicographiques sur la langue grecque qui fut pendant longtemps en France l'ouvrage de référence pour celui qui voulait se lancer dans l'étude du grec. Il porte le titre de Maître de la Librairie du Roy. Il est lié avec Thomas More, Pietro Bembo, Étienne Dolet, Rabelais et surtout Érasme qui écrira, après une querelle littéraire, « je ne suis point réconcilié avec Budé ; je n'ai jamais cessé de l'aimer ». Il formule également une vision « absolutiste » du pouvoir royal dans son Institution du Prince, qui fait du prince le seul à pouvoir déterminer la vraie nature du gouvernement dont il assure l'entière responsabilité, qui ne tire son autorité que de Dieu, et non des hommes. Il est en opposition avec les conceptions plus « constitutionnalistes » de l'archevêque de Turin, Claude de Seyssel.
Il sera également l'ambassadeur de François Ier auprès du pape Léon X et prévôt des marchands de Paris de 1522 à 1523.
En son hommage a été créée l’association Guillaume-Budé, qui a pour but la diffusion des humanités en langue française et édite, entre autres, la Collection des Universités de France. Les ouvrages de cette collection d'ouvrages bilingues latin-français ou grec-français sont familièrement appelés des « Budés ».

## Œuvres

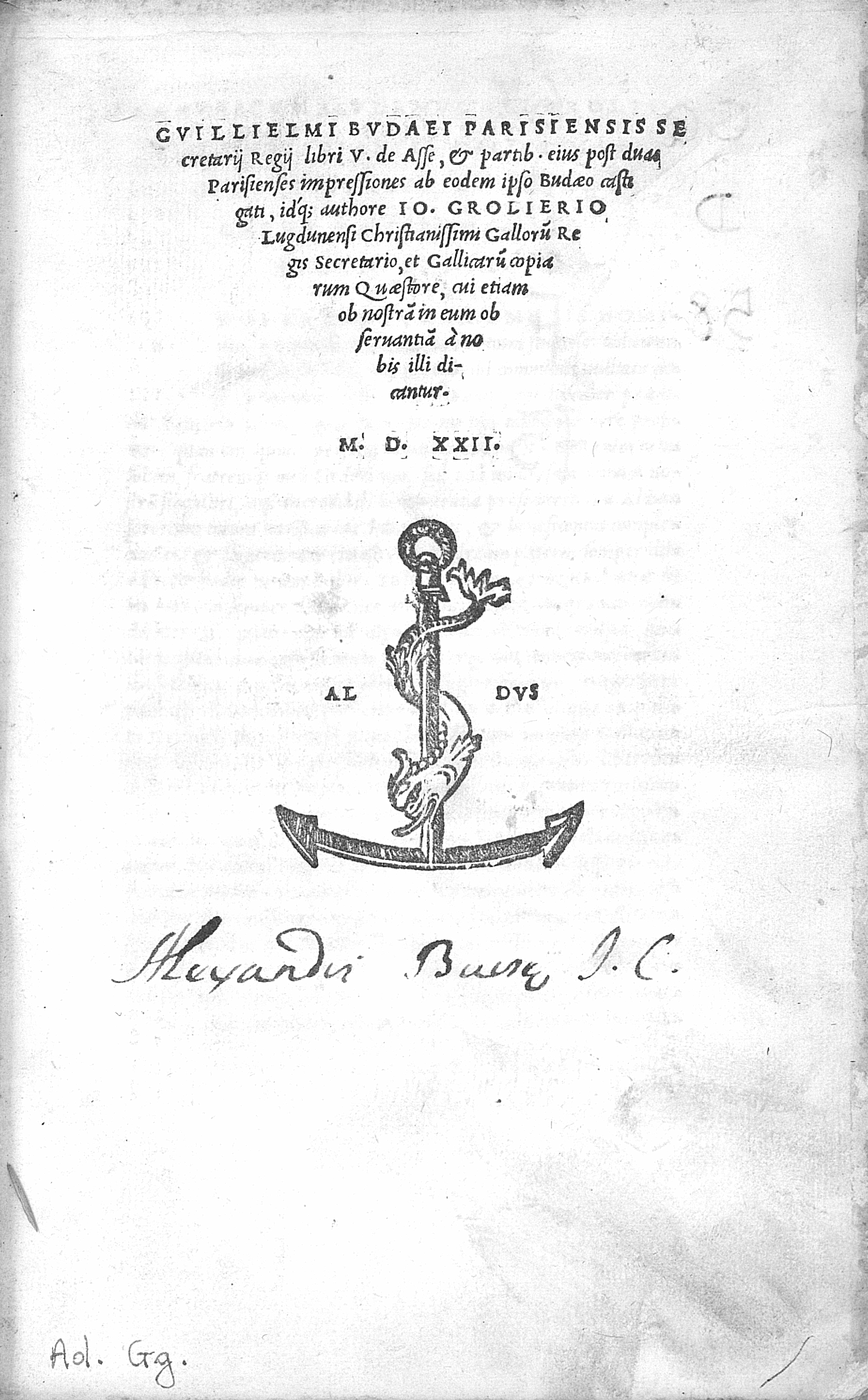
Libri V de Asse et partibus ejus, 1522.

Les ouvrages de Budé sont nombreux, quelques-uns sont fort importants, ils ont été souvent réimprimés.
- Traduction en latin de plusieurs traités de Plutarque (1502 à 1505).
- Annotationes in quattuor et viginti Pandectarum libros (Annotations sur les vingt-quatre livres des Pandectes, Paris, 1508, in-folio) dans lesquelles, appliquant la philologie et l'histoire à l'intelligence du droit romain, il opérait une véritable révolution dans les études juridiques. Ce livre est un ouvrage fondateur de la science juridique et un modèle de critique philologique. (lire en ligne).
  - (la) Annotationes in XXIV Pandectarum libros, Lyon, Sébastien Gryphius, 1541 (lire en ligne).
  - (la) Annotationes in XXIV Pandectarum libros, Lyon, Sébastien Gryphius, 1546 (lire en ligne).
- Libri V de Asse et partibus ejus (De Asse, 1514, in-folio, Venise, 1522, in-4), traité des monnaies et des mesures anciennes, qui eut un succès considérable et passe pour ce qu'il a fait de mieux, fut traduit en italien par Gualandi (Florence, 1562), et dont il fit en français un abrégé sur la demande du roi : Summaire ou Epitome du livre de Asse (Paris, 1522, in-8o).
  - (la) De Asse et Partibus Eius, Venise, Aldo Manuzio, eredi & Andrea Torresano, 1522 (lire en ligne).
- De contemptu rerum fortuitarum libri tres (Paris, 1520), dissertation philosophique et morale.
- Epistolae (1520, in-8) recueil qui ne renferme qu'une faible partie de la volumineuse correspondance de Budé écrite en grec avec une pureté remarquable.
- De studio litterarum recte et commode instituendo (Paris, 1527), où il recommande à la jeunesse les fortes études littéraires.
- Commentarii linquae graecae (Commentaires sur la langue grecque, en latin, Paris, 1529, in-folio, 1548, in-folio), vaste recueil de notes lexicographiques où ont puisé tous les auteurs de lexiques. Commentarii Linguae Græcae, Gulielmo Budaeo, consiliario Regio, supplicumque libellorum in Regia magistro, auctore. Ab eodem accuratè recogniti, atque amplius tertia parte aucti. Ex officina Roberti Stephani typographi Regii, Parisiis, 1548. 5e édition des commentaires sur la langue grecque.
- De philologia (Paris, 1530), plaidoyer sous forme de dialogue en faveur de la philologie et des savants. Le Roy, sur l'ordre de Charles IX, en a traduit en 1572 un chapitre sous ce titre : Traité de la vénerie, imprimé à Paris en 1861, in-8o.
- Libellorumque magistri in praetorio, altera aeditio annotationum in pandectas. Paris, Josse Bade, 1532.
- De Studio Literarum Recte Et Commode Instituendo. Item Eiusdem G. Budaei De Philologia Lib. II. Basileae, apud Ioan. Walderum (Bâle, Johann Walder), martio [mars] 1533. 1re édition collective de De Studio Literarum Recte et de De Philologia, publiée quelques mois après leurs originales respectives séparées (1532). Il est l'un des traités les plus représentatifs de l'importance que les humanistes ont accordée à l'éducation et à l'enseignement.
- De transitu Hellenismi ad Christianismum libri tres (Paris, Robert Estienne, mars 1535).
- De l'institution du prince (1547, in-folio)[3],[4].

Les œuvres complètes ont été publiées pour la première fois à Bâle (1557, 4 volumes in-folio).

## Hommages

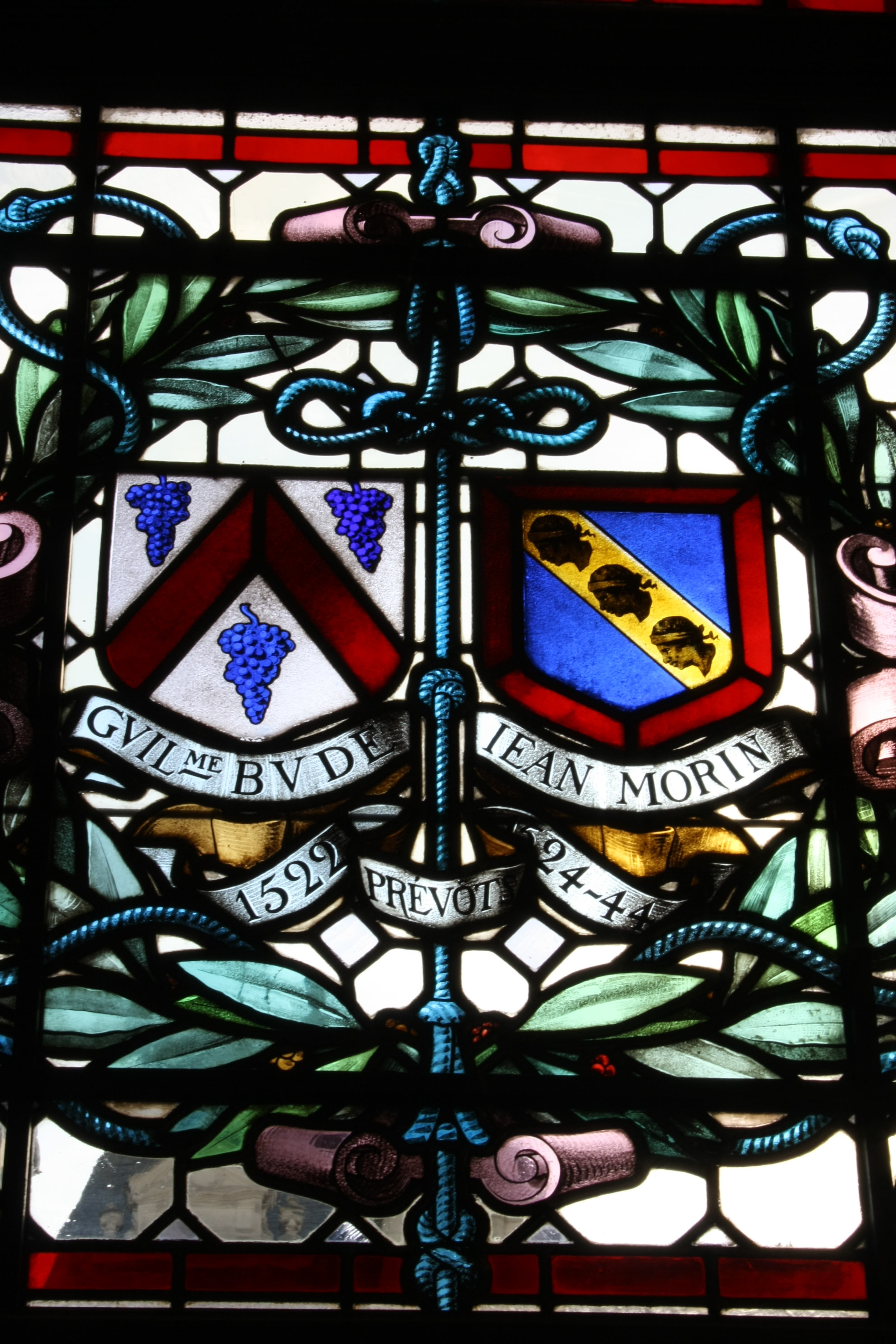
Armoiries de Guillaume Budé.

L'association Guillaume-Budé est une association culturelle fondée en 1917 pour diffuser la culture antique, les humanités. Elle a créé la société d'édition Les Belles Lettres.
L'association possède de nombreuses sections très actives comme celles de Lyon, d'Orléans et de Saint-Dié-des-Vosges. Elle organise des conférences en faisant appel aux meilleurs spécialistes, universitaires ou non ; elle s'efforce d'ouvrir ses propos au public le plus large.
(10354) Guillaumebudé, astéroïde.
Une rue, située dans la partie ouest de l'¨île Saint Louis à Paris IV° arrondissement porte son nom
Un collège dans 19e arrondissement de Paris est nommé à son nom. 

## Sources et références
Source partielle
- Marie-Nicolas Bouillet  et Alexis Chassang (dir.), « Guillaume Budé » dans Dictionnaire universel d’histoire et de géographie, 1878 (lire sur Wikisource)

Références
1. ↑  « Budé, Guillaume », dans 1911 Encyclopædia Britannica, vol. Volume 4 (lire en ligne).
2. ↑  Christian Regat - François Aubert, Châteaux de Haute-Savoie - Chablais, Faucigny, Genevois, Cabédita, 1994  (ISBN 9782882951175), p. 31.
3. ↑  Guillaume Budé, De l'institution du prince, 1501-1600, 118 p. (lire en ligne)manuscrit
4. ↑  « Les amis de Guillaume Budé - De l’institution du prince de Guillaume Budé | La Vie des Classiques », sur www.laviedesclassiques.fr (consulté le 11 janvier 2024)
5. ↑  « Rue Budé - 75004 Paris - Bercail », sur www.bercail.com (consulté le 14 mars 2025)